# Cyclocephala melanae
Cyclocephala melanae är en skalbaggsart som beskrevs av Bates 1888. Cyclocephala melanae ingår i släktet Cyclocephala och familjen Dynastidae. Inga underarter finns listade i Catalogue of Life.